# Más allá del valle del tiempo
«Más allá del valle del tiempo» es una canción del guitarrista argentino Claudio Gabis que fue editada en su álbum de estudio Claudio Gabis y La Pesada de 1972. La canción está inspirada en la temática desarrollada en relatos del escritor de literatura fantástica H.P. Lovecraft. De hecho, el título de la canción hace referencia a uno de ellos titulado Más allá del muro del sueño. Gabis narra sin nombrarlo el horror cósmico de los textos de Lovecraft y sus oscuras entidades alienígenas. Este tema, junto a "Fiebre de la ruta" y "El viaje de Lord Dunsany", pertenece a lo que en su discografía se conoce como Trilogía Fantástica.

## Versiones
La primera versión se grabó en los Estudios Phonalex en Núñez, para el álbum Claudio Gabis y La Pesada de 1972, con Kubero Díaz y Alejandro Medina en voces y Claudio Gabis en guitarra eléctrica.
En los recitales durante la reunión del trío Manal en 1980, se grabó una versión en vivo con una duración de menos de cinco minutos -la original dura diez- en el Estadio Obras Sanitarias, cantada por Alejandro Medina. La grabación se editó en el álbum en vivo no oficial Manal en vivo de 1994.
El 7 de abril de 2013 en el concierto Claudio Gabis, Avellaneda Blues acontecido en Plaza Alsina en Avellaneda se interpretó la canción con Kubero Díaz y Alejandro Medina junto a la Orquesta Sinfónica de Avellaneda.
En 2014 Gabis registró una nueva versión de la canción en vivo en el pub MJones, que fue editada en un CD titulado Claudio Gabis & La Cofradia del Blues – En Vivo en MJ Pub.
En 2017 Gabis grabó una versión de "Mas allá del valle del tiempo" para el largometraje Necronomicón: el libro del infierno de Marcelo Schapces.
En 2017 el grupo Acuamono grabó una versión propia del tema en la que Claudio Gabis colaboró como guitarra solista.

## Crítica
En una lista de canciones de rock argentino cuyo tópico era el espacio interplanetario, el sitio Cinefania remarco:

[cita una parte de la canción] 'Cuando la noche se hace trizas en mil ojos de luz / caen sobre mí las presencias mudas de otros mundos. / Y si miro esas mágicas ruinas que aún existen aquí / me siento seguro de que otras pisadas nos precedieron'. Lo de la noche que 'se hace trizas en mil ojos de luz' es brillante. Me recuerda a la noche como 'un monstruo hecho de ojos' de ese poema de [Gilbert Keith] Chesterton tan celebrado por [Jorge Luis] Borges, A second childhood.

## Créditos
Créditos de la versión de Claudio Gabis y La Pesada
Billy Bond y La Pesada del Rock and Roll
- Claudio Gabis: guitarra eléctrica
- Kubero Díaz: voz
- Alejandro Medina: voz y bajo eléctrico
- Jorge Pinchevsky: violín
- Isa Portugheis: batería
- Jimmy Márquez: batería
- Billy Bond: producción

Créditos de la versión de Manal en vivo
Manal
- Javier Martínez: batería
- Claudio Gabis: guitarra eléctrica
- Alejandro Medina: bajo eléctrico y voz

Créditos de la versión del grupo Acuamono
- Leandro Contrera: guitarras, sinterizadores, samplers y voz
- Claudio Gabis: guitarra eléctrica (invitado)
- Facundo Quijano: bajo eléctrico y voz
- Martín Ilundain: batería y percusión